# Герб Алданского района
Герб муниципального образования «Алда́нский район» Республики Саха (Якутия) Российской Федерации.
Герб утверждён решением Алданского районного Собрания № 15-14 от 10 февраля 2005 года "Об утверждении герба МО «Алданский район».
Герб внесён в Государственный геральдический регистр Российской Федерации под регистрационным номером № 1832.

## Описание герба
«В червлёном поле волнистый лазоревый столб. Поверх всего на вогнутом узком серебряном поясе восстающие обращённые друг к другу серебряные медведь справа и соболь слева, держащие передними лапами рассечённое золотое и чёрное сияющее солнце с золотыми лучами. Во главе семь серебряных дугообразно расположенных якутских алмазов (фигуры в виде поставленных на угол квадратов, каждый из которых расторгнут на шесть частей: накрест и наподобие двух сходящихся по сторонам стропил)».— 

## Описание символики герба
Герб по своему содержанию един и гармоничен: все фигуры герба аллегорически отражают исторические, географические, социально-экономические особенности Алданского района.
Медведь — символ уверенности, твёрдости, доброй силы и спокойствия, миролюбивого характера жителей Алданского района.
Соболь — «мягкое золото» золоторудного Алданского района, издревле являлся основным промысловым видом пушных зверей для коренных жителей — эвенков.
В настоящее время местная фауна широко представлена популяцией бурого медведя, а соболь не только сохраняет, но и увеличивает своё промысловое значение.
Лазоревый извилистый столб, пересекаемый черным поясом, символизируют реку Алдан, от названия которой получил название район, и железнодорожную магистраль, пересекающую всю территорию района с юга на север.
Жёлто-чёрное солнце, обозначающее золото, отражает экономическую специфику Алданского района, являющегося центром золотодобывающей промышленности Якутии.
Алмазы в особой стилизации, аналогичной их стилизации в Государственном гербе Республики Саха (Якутия), обозначают административно-территориальную принадлежность муниципального образования к Республике Саха (Якутия).
Красный цвет поля (червлень) — символ мужества, самоотверженности, труда, жизнеутверждающей силы и красоты.

## История герба
В 2003 году в Алданском районе был проведён конкурс «Утверждение геральдики МО Алданский район» на лучший проект герба района.
20 мая 2003 года Решением Алданского районного Собрания № 6-13 от 20 мая 2003 года "Об утверждении символики муниципального образования «Алданский район» (утратило силу в 2005 году) был утверждён эскиз герба Муниципального образования «Алданский район» РС(Я) (автор — Беломестных Вера Николаевна).
Герб представлял собой круг, обрамлённый зубцами, что подразумевало лучи солнца (выполнение в жёлтом цвете). В центре сверху был расположен химический знак золота — основного полезного ископаемого, добываемого в Апданском районе, отражающий развитие золотодобывающей промышленности (выполнение в золотых и чёрных цветах). Горы и лес символизировали мощь и богатство района (выполнение в зелёном цвете). Олень указывал на основной вид деятельности и традиционный уклад коренных народов Алданского района (выполнение в серебристо-коричневом цвете). железной дороги означала расцвет и благосостояние жителей.
10 февраля 2005 года был утверждён ныне действующий герб Алданского района.
Автор ныне действующего герба и компьютерный дизайн: Матвеев Артур Матвеевич (г. Якутск).
Герб Алданского района нанесён на нагрудный знак к званию «Почётный гражданин Алданского района».